# Crataegus chungtienensis
Crataegus chungtienensis — вид квіткових рослин із родини трояндових (Rosaceae).

## Біоморфологічна характеристика
Це кущ до 6 метрів заввишки. Гілочки сірувато-коричневі, голі чи майже так. Листки: ніжки листків 1–1.2(рідко до 3) см; пластина широко яйцеподібна, 4–7 × 3.5–5 см, нижня поверхня рідко запушена й густо уздовж жилок, верх ± голий, основа від закругленої до широко клиноподібної, край гостро подвійно пилчастий, з 2 або 3 (або 4) парами часточок, верхівка тупа. Суцвіття — багатоквітковий щиток, 3–4 см в діаметрі. Квітки ≈ 1 см у діаметрі; чашолистки трикутно-яйцеподібні, ≈ 1 мм, обидві поверхні голі; пелюстки білі, широко зворотно-яйцюваті, ≈ 6 × 5 мм; тичинок 20. Яблука червоні, еліпсоїдні, ≈ 6 мм у діаметрі, голі; чашолистки стійкі. Період цвітіння: травень; період плодоношення: вересень.

## Ареал
Ендемік пн.-зх. Юньнаню (Китай).
Населяє змішані прирічкові ліси, серед чагарників; на висотах 2500–3500 метрів.

## Використання
Плоди вживають сирими чи приготованими.
Хоча конкретних згадок про цей вид не було помічено, плоди та квіти багатьох видів глоду добре відомі в трав'яній народній медицині як тонізувальний засіб для серця, і сучасні дослідження підтвердили це використання. Зазвичай його використовують у вигляді чаю чи настоянки.
Деревина роду Crataegus, як правило, має хорошу якість, хоча вона часто занадто мала, щоб мати велику цінність.